# Handelskanal

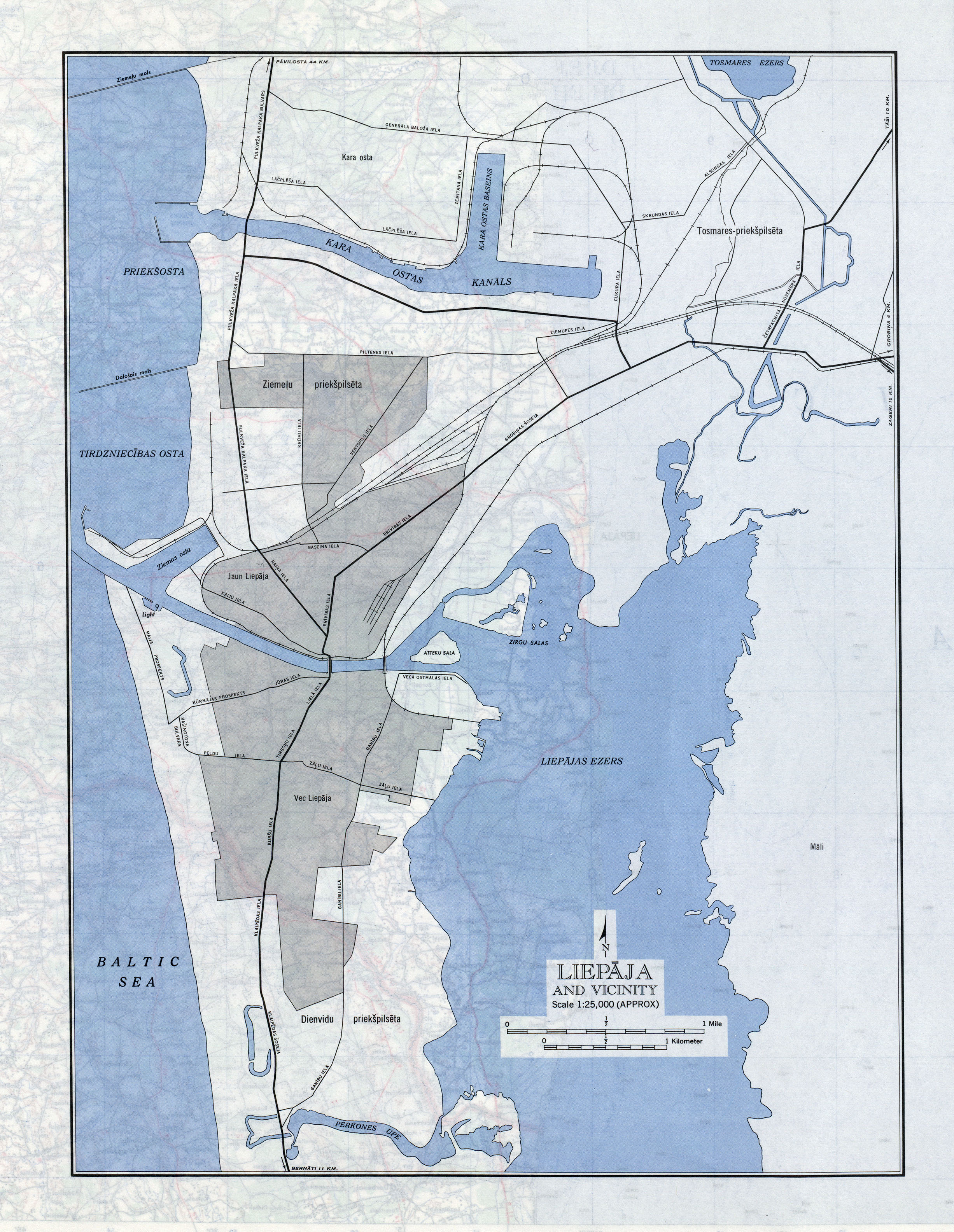
Kanal zwischen Ostsee und Libauer See

Der Handelskanal (lettisch Tirdzniecības kanāls) verbindet den Libauer See (lettisch Liepāja ezers) durch die Stadt Liepāja (deutsch Libau) mit der Ostsee. Er wurde von 1697 bis 1703 auf 1,9 km ausgegraben, da der natürliche Abfluss des Liepāja-Sees oft versandete. In späteren Jahren wuchs die Gesamtlänge des Kanals aufgrund des Baus des Seehafens an der Ostseeseite (Winterhafen lettisch Ziemas osta) und des Baus einer Abzweigung entlang der Insel Atteka (lettisch Attekas salu) auf 3 km.
Der Kanal wird von drei Brücken überquert. Eine davon (am nächsten zum Meer) ist die Straßenbahnbrücke (lettisch Tramvaja tilts, früher Hansebrücke), die andere die Neue Brücke (lettisch Jaunais tilts) und gleich daneben als dritte, die ehemalige Bahnbrücke, die zur Fußgängerbrücke umgebaut wurde. Der Kanal dient im Abschnitt zwischen der Straßenbahnbrücke und der Ostsee heute als Hafen.